# Csendlak község
Csendlak község a Pomurska statisztikai régió része Szlovéniában, a Muravidéken. Központi települése Csendlak (Tišina).

## A község települései
Csendlakon kívül a következő falvak tartoznak a községhez:
Bírószék (Sodišinci), Borhida (Borejci), Ferenclak (Rankovci), Ivánfalva (Vanča vas), Kőhida (Gederovci), Muracsermely (Murski Črnci), Murafüzes (Trpovci), Murapetróc (Murski Petrovci), Muravárhely (Gradišče), Szécsénykút (Petanjci) és Véghely (Krajna).
(Zárójelben a szlovén név szerepel, de legtöbbször a helyi magyarok is ezeket a névváltozatokat használják, mivel a települések magyar nevüket jórészt csak a 19. század végi földrajzinév-magyarosítások idején kapták, és ezek azóta feledésbe merültek.)

## Népesség
| Lakosok száma | 4171 | 4157 | 4158 | 4132 | 4121 | 4073 | 4028 | 3989 | 3970 | 3953 |
|               | 2008 | 2009 | 2011 | 2012 | 2013 | 2015 | 2016 | 2017 | 2019 | 2020 |